# Mikey Alfieri
Michael Alfieri, detto Mikey (...), è un giocatore di football americano statunitense, che gioca come runningback per gli Schwäbisch Hall Unicorns.
È fratello minore di Nick Alfieri, giocatore della nazionale italiana.